# Sveti Joakim
Sveti Joakim je kršćanski svetac, otac Blažene Djevice Marije i suprug sv. Ane. Spomendan mu je u Katoličkoj Crkvi 26. srpnja.

## Životopis
O Joakimu i Ani u Bibliji nema spomena, no zato se njihovo ime prvi put spominje u jednom apokrifnom spisu iz 2. stoljeća. Taj spis govori o sv. Joakimu kao o vrlo bogatu čovjeku, ali koji je bio i pobožan i dobar pa je prihode svojih dobara dijelio u dvoje: jedan je dio davao narodu, a drugi prinosio kao žrtvu Gospodinu za otpuštenje svojih grijeha. Kad se jednog dana nalazio u hramu, prinoseći svoju žrtvu, neki Ruben, predbacivao mu je nevrijednost, zbog koje sa svojom Anom nema djece. U Izraelu, naime, nijedan pravednik nije ostao bez potomaka. To je Joakima vrlo pogodilo pa se za četrdeset dana povukao u pustinju posteći i moleći kako bi od Gospodina isprosio potomka. 
U međuvremenu je i Ana vapila Gospodinu moleći za plodnost. Ukazao joj se Božji anđeo i navijestio da će dobiti dijete. Po anđelu bio je obaviješten i Joakim te pozvan da se iz pustinje vrati kući. Poslušao je te u zahvalu prinio Gospodinu za žrtvu deset jaganjaca. Bogato je nadario i svećenika i narod. Ana je u velikoj starosti rodila kćerku i dala joj ime Marija. U trećoj godini roditelji su je prikazali Gospodinu.

## Štovanje
Štovanje se sv. Joakima na Zapadu razvilo mnogo kasnije nego na Istoku. U Kuranu se Joakim naziva Imran. Sveti Joakim se štuje kao zaštitnik očeva, djedova, baka, bračnih parova i trgovaca lanom.

## Poveznice
- Sveta Ana

## Vanjske poveznice
Mrežna mjesta
- Sveti Joakim i sveta Ana, www.vjeraidjela.com
- Sveti Joakim i Ana u zagrebačkoj katedrali, www.zg-nadbiskupija.hr